# 우주기지

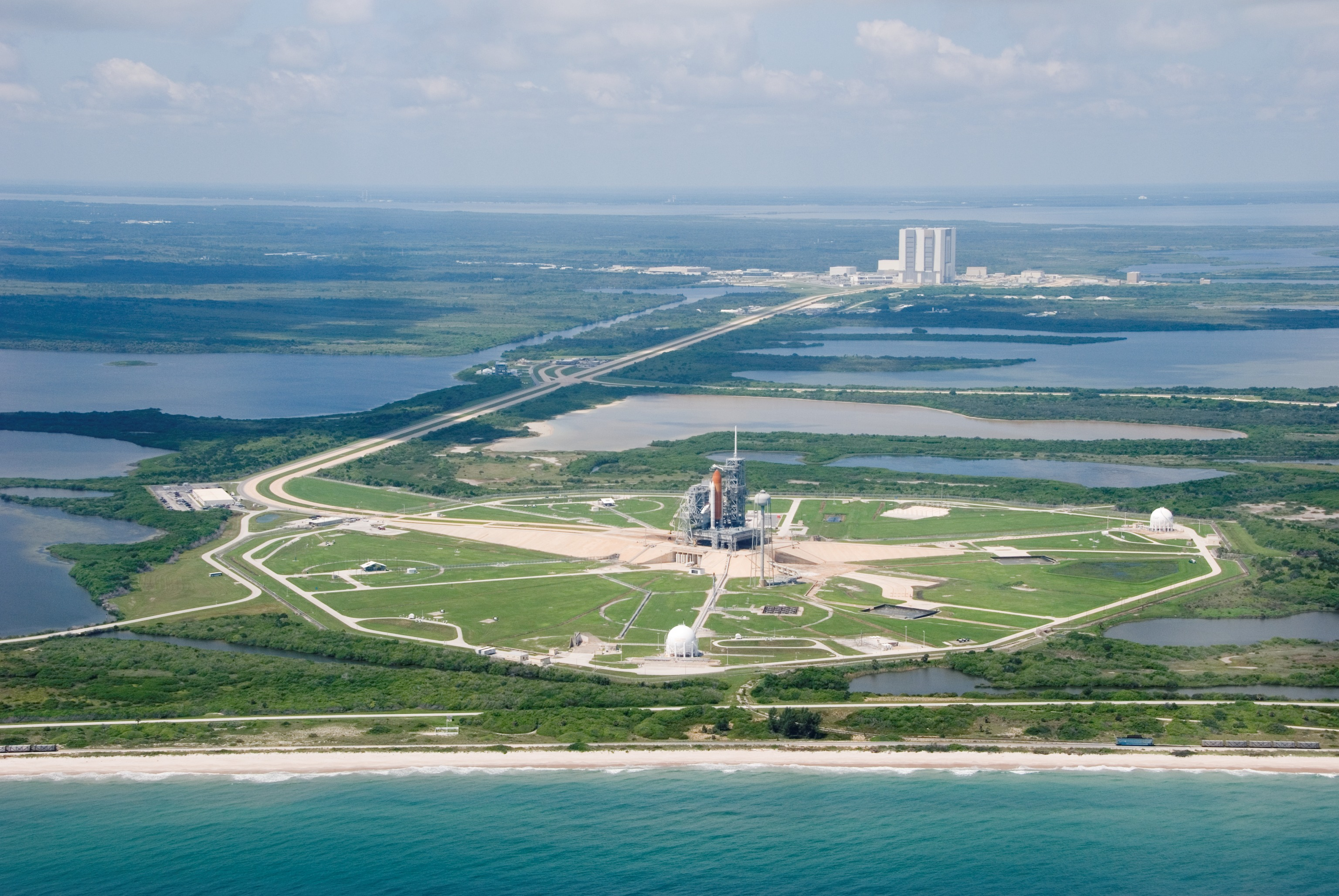

우주기지(宇宙基地, 문화어: 우주발사장(宇宙發射場), spaceport, cosmodrome)는 우주로켓을 발사하는 곳이다. 세계 최초의 우주기지는 1957년 건설된 소련의 바이코누르 우주기지이다. 2013년 현재 러시아는 바이코누르 우주기지를 대체하기 위해 보스토치니 우주기지를 건설중이다.

## 같이 보기
- 우주 센터(Space Center)
- 발사대
- 항구
- 우주 비행
- 전략국제연구센터